# Qualificazioni al campionato europeo maschile di calcio 2008 - Gruppo F

## Classifica
| Squadra          | P.ti | G  | V | N | P | GF | GS | DR  |
| ---------------- | ---- | -- | - | - | - | -- | -- | --- |
| Spagna           | 28   | 12 | 9 | 1 | 2 | 23 | 8  | +15 |
| Svezia           | 26   | 12 | 8 | 2 | 2 | 23 | 9  | +14 |
| Irlanda del Nord | 20   | 12 | 6 | 2 | 4 | 17 | 14 | +3  |
| Danimarca        | 20   | 12 | 6 | 2 | 4 | 21 | 11 | +10 |
| Lettonia         | 12   | 12 | 4 | 0 | 8 | 15 | 17 | -2  |
| Islanda          | 8    | 12 | 2 | 2 | 8 | 10 | 27 | -17 |
| Liechtenstein    | 7    | 12 | 2 | 1 | 9 | 9  | 32 | -23 |

Legenda: G = partite giocate; V = partite vinte; N = partite pareggiate; P = partite perse; GF = reti segnate; GS = reti subite; DR = differenza reti; PT = punti.

## Risultati
| Arbitro: | Skjerven |

|  |           |                                                |
|  | Marcatori | 13’ Þorvaldsson 20’ Hreiðarsson 37’ Guðjohnsen |

| Arbitro: | Ceferin |

|  |           |               |
|  | Marcatori | 38’ Källström |

| Arbitro: | Bozinovski |

|                                           |           |  |
| Torres 20’ Villa 45’, 62’ Luis García 66’ | Marcatori |  |

| Arbitro: | Banari |

|                               |           |           |
| Allbäck 2’, 69’ Rosenberg 89’ | Marcatori | 27’ Frick |

| Arbitro: | Ivanov |

|  |           |                           |
|  | Marcatori | 5’ Rommedahl 33’ Tomasson |

| Arbitro: | De Bleeckere |

|                     |           |                    |
| Healy 20’, 64’, 80’ | Marcatori | 14’ Xavi 52’ Villa |

| Arbitro: | Bennett |

|                          |           |  |
| Elmander 10’ Allbäck 82’ | Marcatori |  |

| Copenaghen 7 ottobre 2006, ore 20:00 CET | Danimarca | 0 – 0 referto | Irlanda del Nord | Stadio Parken\| Arbitro: \| Plautz \| |
| Arbitro:                                 | Plautz    |               |                  |                                       |

| Arbitro: | Kelly |

|                                                  |           |  |
| Karlsons 14’ Verpakovskis 15’, 25’ Višnakovs 52’ | Marcatori |  |

| Arbitro: | Gilewski |

|              |           |                              |
| Viðarsson 6’ | Marcatori | 8’ Källström 59’ Wilhelmsson |

| Arbitro: | Richards |

|  |           |                                            |
|  | Marcatori | 29’ Jensen 32’ Gravgaard 51’, 64’ Tomasson |

| Arbitro: | Fleischer |

|           |           |  |
| Healy 35’ | Marcatori |  |

| Arbitro: | Oriekhov |

|                 |           |                                  |
| Burgmeier 90+1’ | Marcatori | 52’, 74’, 83’ Healy 90+2’ McCann |

| Arbitro: | Busacca |

|                           |           |               |
| Morientes 34’ Villa 45+1’ | Marcatori | 49’ Gravgaard |

| Arbitro: | Gumienny |

|           |           |  |
| Frick 17’ | Marcatori |  |

| Arbitro: | Braamhaar |

|                |           |              |
| Healy 31’, 58’ | Marcatori | 26’ Elmander |

| Arbitro: | Duhamel |

|             |           |  |
| Iniesta 80’ | Marcatori |  |

| Arbitro: | Kaldma |

|                |           |            |
| Gunnarsson 27’ | Marcatori | 69’ Rohrer |

| Arbitro: | Fandel |

|                                      |           |                              |
| Agger 34’ Tomasson 62’ Andreasen 75’ | Marcatori | 7’, 26’ Elmander 23’ Hansson |

| Arbitro: | Thomson |

|  |           |                    |
|  | Marcatori | 45’ Villa 60’ Xavi |

| Arbitro: | Hamer |

|                                                          |           |  |
| Allbäck 11’, 51’ Svensson 42’ Mellberg 45’ Rosenberg 50’ | Marcatori |  |

| Arbitro: | Trefoloni |

|  |           |                    |
|  | Marcatori | 15’, 17’ Rommedahl |

| Arbitro: | Ivanov |

|  |           |               |
|  | Marcatori | 8’, 14’ Villa |

| Arbitro: | Matejek |

|                            |           |           |
| Healy 5’, 35’ Lafferty 56’ | Marcatori | 89’ Frick |

| Arbitro: | Proença |

|                  |           |  |
| Baird 69’ (aut.) | Marcatori |  |

| Solna 8 settembre 2007, ore 20:30 CET | Svezia       | 0 – 0 referto | Danimarca | Stadio Råsunda\| Arbitro: \| De Bleeckere \| |
| Arbitro:                              | De Bleeckere |               |           |                                              |

| Arbitro: | Stark |

|                  |           |             |
| Hallfreðsson 40’ | Marcatori | 86’ Iniesta |

| Arbitro: | Clattenburg |

|                                             |           |  |
| Nordstrand 3’, 36’ Laursen 12’ Tomasson 18’ | Marcatori |  |

| Arbitro: | Baskakov |

|                                     |           |                  |
| Björnsson 6’ Gillespie 90+1’ (aut.) | Marcatori | 72’ (rig.) Healy |

| Arbitro: | Yefet |

|                     |           |  |
| Xavi 13’ Torres 85’ | Marcatori |  |

| Arbitro: | Dean |

|                    |           |                                             |
| Guðjohnsen 4’, 52’ | Marcatori | 27’ Kļava 31’ Laizāns 37’, 46’ Verpakovskis |

| Arbitro: | Dondarini |

|  |           |                                            |
|  | Marcatori | 19’ Ljungberg 29’ Wilhelmsson 56’ Svensson |

| Arbitro: | Micheľ |

|              |           |                                |
| Tomasson 87’ | Marcatori | 14’ Tamudo 40’ Ramos 89’ Riera |

| Arbitro: | Zografos |

|                         |           |  |
| Frick 28’ Beck 80’, 82’ | Marcatori |  |

| Arbitro: | Cüneyt |

|                                              |           |            |
| Tomasson 7’ (rig.) Laursen 27’ Rommedahl 90’ | Marcatori | 80’ Gorkšs |

| Arbitro: | Layec |

|              |           |              |
| Mellberg 15’ | Marcatori | 72’ Lafferty |

| Arbitro: | Moen |

|                                                         |           |                   |
| Karlsons 14’ Verpakovskis 30’ Laizāns 63’ Višnakovs 87’ | Marcatori | 13’ (aut.) Zirnis |

| Arbitro: | Vink |

|                      |           |              |
| Feeney 62’ Healy 80’ | Marcatori | 51’ Bendtner |

| Arbitro: | Rosetti |

|                                     |           |  |
| Capdevila 14’ Iniesta 39’ Ramos 65’ | Marcatori |  |

| Arbitro: | Fandel |

|          |           |  |
| Xavi 52’ | Marcatori |  |

| Arbitro: | Benquerença |

|                                          |           |  |
| Bendtner 34’ Tomasson 44’ Kahlenberg 59’ | Marcatori |  |

| Arbitro: | Stark |

|                          |           |             |
| Allbäck 1’ Källström 57’ | Marcatori | 26’ Laizāns |

## Classifica marcatori
| Pos. | Giocatore          | Nazionale        | Gol |
| ---- | ------------------ | ---------------- | --- |
| 1    | David Healy        | Irlanda del Nord | 13  |
| 2    | Jon Dahl Tomasson  | Danimarca        | 7   |
| 2    | David Villa        | Spagna           | 7   |
| 4    | Marcus Allbäck     | Svezia           | 6   |
| 5    | Māris Verpakovskis | Lettonia         | 5   |
| 6    | Mario Frick        | Liechtenstein    | 4   |
| 6    | Dennis Rommedahl   | Danimarca        | 4   |
| 6    | Xavi               | Spagna           | 4   |
| 9    | Eiður Guðjohnsen   | Islanda          | 3   |
| 9    | Andrés Iniesta     | Spagna           | 3   |
| 9    | Kim Källström      | Svezia           | 3   |
| 9    | Juris Laizāns      | Lettonia         | 3   |